# Núcleo (matemática)

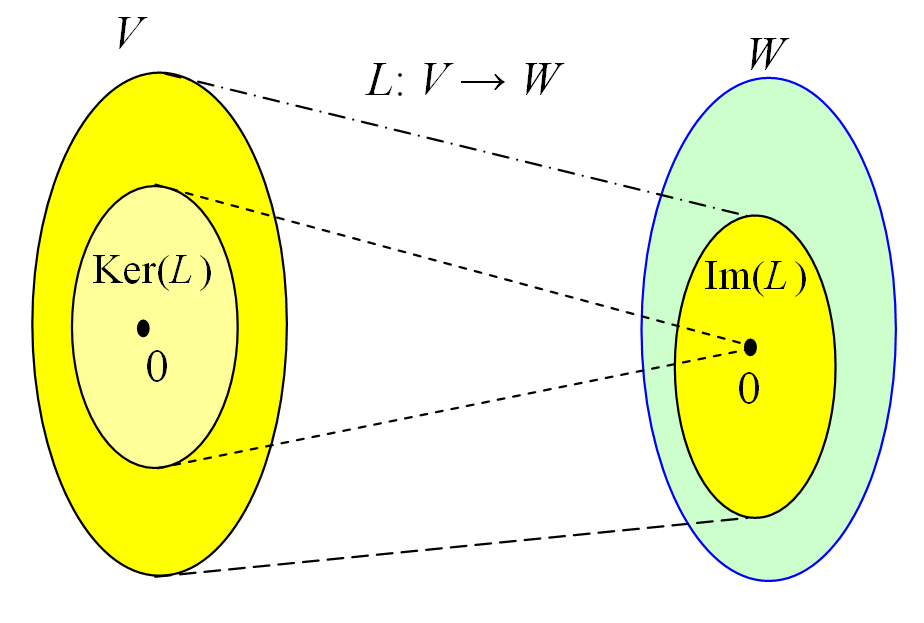
Núcleo e imagen de un operador lineal.

Un ejemplo de kernel: el operador lineal transforma todos los puntos de la línea en el punto cero, por lo que forman el kernel del operador lineal.

En matemáticas y especialmente en álgebra lineal, dada la transformación lineal {\displaystyle L:V\to W}, el kernel o núcleo de {\displaystyle L}, denotado por {\displaystyle \operatorname {Ker} (L)} o {\displaystyle \operatorname {Nuc} (L)}, se define como el conjunto de todos los vectores en {\displaystyle V} cuya imagen bajo {\displaystyle L} sea el vector nulo de {\displaystyle W}, es decir, el {\displaystyle \operatorname {Ker} (L)} se define como 
{\displaystyle \operatorname {Ker} (L)=\{{\vec {v}}\in V:L({\vec {v}})={\vec {0}}_{W}\}}

## Ejemplos
Considere la función
{\displaystyle {\begin{aligned}f:\mathbb {R} ^{2}&\to \mathbb {R} \\(x,y)&\mapsto x-y\end{aligned}}}
que es lineal cumple que para {\displaystyle \alpha \in \mathbb {R} } y {\displaystyle (x_{1},y_{1}),(x_{2},y_{2})\in \mathbb {R} ^{2}}
{\displaystyle {\begin{aligned}f(\alpha (x_{1},y_{1})+(x_{2},y_{2}))&=f(\alpha x_{1}+x_{2},\alpha y_{1}+y_{2})\\&=(\alpha x_{1}+x_{2})-(\alpha y_{1}-y_{2})\\&=(\alpha x_{1}-\alpha y_{1})+(x_{2}-y_{2})\\&=\alpha (x_{1}-y_{1})+(x_{2}-y_{2})\\&=\alpha f(x_{1},y_{1})+f(x_{2},y_{2})\end{aligned}}}.
Su núcleo consiste en todos aquellos vectores cuya primera y segunda coordenada coinciden pues
{\displaystyle {\begin{aligned}\operatorname {Ker} (f)&=\{(x,y)\in \mathbb {R} ^{2}:f(x,y)=0\}\\&=\{(x,y)\in \mathbb {R} ^{2}:x-y=0\}\\&=\{(x,y)\in \mathbb {R} ^{2}:x=y\}\\&=\{(x,x)\in \mathbb {R} ^{2}:x\in \mathbb {R} \}\end{aligned}}}
en concreto el {\displaystyle \operatorname {Ker} (f)} es el conjunto:
{\displaystyle \operatorname {Ker} (f)=\{(x,x)\in \mathbb {R} ^{2}:x\in \mathbb {R} \}}
que es el mismo que la variedad lineal generada por el vector (1,1), que describe la recta {\displaystyle y=x} en {\displaystyle \mathbb {R} ^{2}}.
En el espacio euclídeo de dimensión 3, el núcleo de una forma lineal está formado por todos aquellos vectores que son ortogonales a uno dado. Por ejemplo, dado el vector a = (1,2,3), la forma lineal dada por el producto escalar {\displaystyle a\cdot x} tiene por núcleo los vectores que satisfacen la ecuación matricial
{\displaystyle {\begin{pmatrix}1&2&3\\\end{pmatrix}}\cdot {\begin{pmatrix}x_{1}\\x_{2}\\x_{3}\end{pmatrix}}=0},
que equivale a la ecuación lineal:
{\displaystyle x_{1}+2x_{2}+3x_{3}=0} .
La solución es otro subespacio de dimensión 2, que se puede describir por ejemplo como el subespacio generado por los vectores:
{\displaystyle {\mathcal {L}}\left((-2,1,0),(-3,0,1)\right)}.

## Propiedades
Dado un operador lineal {\displaystyle f:\mathbb {R} ^{n}\to \mathbb {R} ^{m}} con matriz asociada {\displaystyle A}, el núcleo es un subespacio de {\displaystyle \mathbb {R} ^{n}}, cuya dimensión se denomina nulidad de {\displaystyle A}, que coincide con el número de columnas que no tienen pivotes al reducir por filas la matriz {\displaystyle A}. El teorema rango-nulidad establece que el rango más la nulidad es igual al número de columnas de la matriz.